# Impatiens striolata
Impatiens striolata är en balsaminväxtart som beskrevs av Joseph Dalton Hooker. Impatiens striolata ingår i släktet balsaminer, och familjen balsaminväxter. Inga underarter finns listade i Catalogue of Life.